# Euzancla rhopalophora
Euzancla rhopalophora är en fjärilsart som beskrevs av Turner 1932. Euzancla rhopalophora ingår i släktet Euzancla och familjen nattflyn. Inga underarter finns listade i Catalogue of Life.